# Jambesari (Jambesari Darus Sholah)
Jambesari is een bestuurslaag in het regentschap Bondowoso van de provincie Oost-Java, Indonesië. Jambesari telt 7293 inwoners (volkstelling 2010).